# Cadmos
Pour les articles homonymes, voir Cadmus et Cadmos (homonymie).
Dans la mythologie grecque Cadmos, Kadmos ou Cadmus (en grec ancien Κάδμος / Kádmos, en latin Cadmus) est l'un des fils d'Agénor, roi de Tyr, en Phénicie et de Téléphassa, et frère de Phénix, Cilix, Europe, Thasos et Phinée, et il est le fondateur légendaire de la cité de Thèbes (en Béotie). Les Grecs ont crédité Cadmos de l'introduction en Grèce de l'alphabet phénicien ; selon l’historien Jon Christian Billigmeier, le mythe de Cadmos pourrait garder le souvenir d'une immigration sémitique en Grèce. Hérodote, qui rapporte ce fait, estime que Cadmos a vécu environ 1600 ans avant lui, soit vers -2000.

## Mythe
Cadmos fut envoyé par son père à la recherche d'Europe, sa sœur, enlevée par Zeus métamorphosé en taureau blanc, avec la consigne de ne pas revenir sans elle. Il s'établit alors en Thrace avec sa mère, Théléphassa, où il l'enterra à sa mort. Toujours à la recherche de sa sœur, il renonça, après une longue quête infructueuse, et, suivant les conseils de l'oracle de Delphes, il suivit une génisse - une jeune vache, afin de fonder une ville à l'endroit où s'allongerait la bête et de nommer la contrée Béotie. Celle-ci s'arrêtant sur le site de la future Thèbes, Cadmos décida donc de la sacrifier à Athéna ou Zeus, selon les versions. Pour ce faire, il envoya des hommes chercher de l'eau d'une fontaine, qu'il avait remarquée en arrivant. Comme ceux-ci tardaient à revenir, il alla à leur rencontre, mais ne retrouva que leurs cadavres. À leurs côtés se trouvait un dragon, progéniture d'Arès. Le combat fut rude, mais Cadmos tua le monstre, lui prit les dents et, obéissant à la déesse, il les sema. Alors sortirent de terre des hommes armés : les Spartes,. Il leur lança une pierre et, ceux-ci ne sachant d'où elle provenait, s'accusèrent les uns les autres, finissant par s’entretuer. Seuls cinq survécurent, qui aidèrent Cadmos à bâtir la cité. 
Cependant, pour expier le meurtre du dragon, il dut se mettre au service d'Arès durant 8 ans. Son labeur achevé, Cadmos reçut d'Athéna le royaume et, de Zeus, une épouse : Harmonie, fille d'Arès et d'Aphrodite. Tous les dieux assistèrent au mariage. Héphaïstos donna à Cadmos comme cadeau de mariage un collier, confectionné de ses mains, que le roi remit ensuite à sa femme, en même temps qu'un manteau. Phérécyde, cité par pseudo-Apollodore, prétend que Cadmos avait reçu le collier de sa sœur, Europe, qui le tenait elle-même de Zeus. De leur union naquirent quatre filles, Ino, Sémélé, Autonoé et Agavé, ainsi qu'un fils, Polydore. Ino et Sémélé devinrent des déesses. Par cette dernière, il était le grand-père de Dionysos.
Zeus, en effet, fut épris de Sémélé, mais par une ruse d'Héra, foudroya son amante. À l'endroit même où la princesse fut frappée par la foudre, Cadmos établit un sanctuaire, qu'il rendit inviolable aux pieds des profanes.
Devenu vieux, le roi confia le trône de Thèbes à son petit-fils, Penthée, fils d'Agavé. Alors que le nouveau souverain thébain était en voyage, Dionysos vint dans cette ville afin de propager son culte. Il choisit d'abord cette cité, première parmi celles de Grèce, là où il était né. Accompagné du devin Tirésias, Cadmos se livra à la danse, parmi le chœur bacchique, après avoir vu ses propres filles frappées de folie parce qu'elles ne croyaient pas en ce nouveau dieu. Entre-temps, Penthée fit son retour à Thèbes et, à la vue de son grand-père prêt à rejoindre ce culte récent, le réprimanda et l'invita à cesser de se ridiculiser : en effet, il ne voyait en ces rites que des prétextes à la débauche. Cadmos tenta de lui faire entendre raison et d'accepter d'honorer le fils de Zeus, mais en vain.

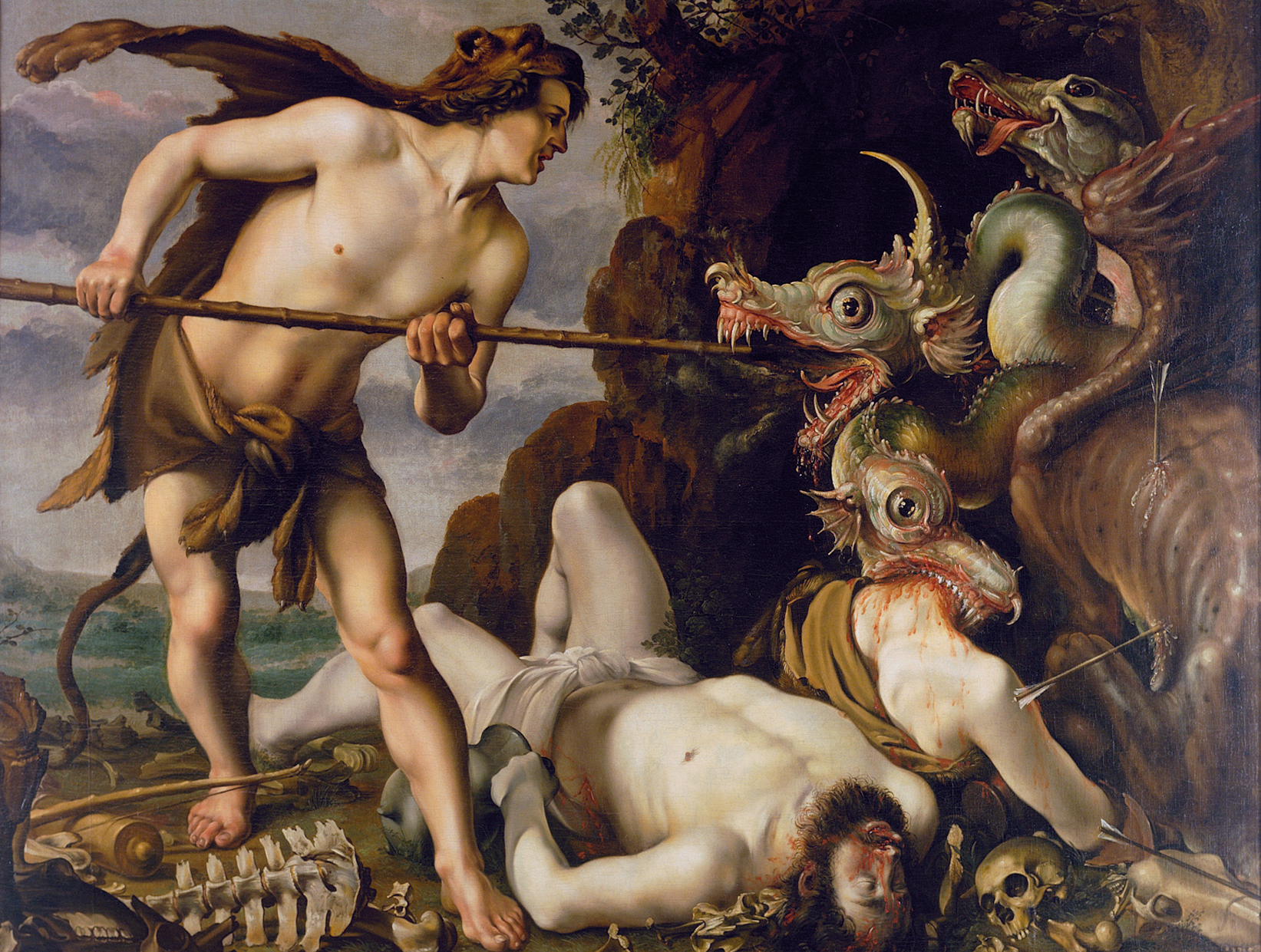
Hendrick Goltzius, Cadmos tuant le dragon, entre 1573 et 1617, Statens Museum for Kunst.

Par la suite, Penthée, trompé par Dionysos, tenta d'espionner les Bacchantes en se vêtant comme elles. Mais, transportées du délire bacchique, elles prirent le nouvel arrivant pour un lion. Dès lors commença une chasse qui se soldera par la mort de leur proie, qu'elle mirent en pièces, Agavé, sa propre mère, en tête. Celle-ci, toujours prise de frénésie, ramena sa tête jusqu'au palais, où se tenait son père. Il lui révéla alors la vérité sur le trophée qu'elle apportait en ces lieux. Prenant alors conscience qu'elle tenait la tête de son fils, elle reprit la raison. C'est alors que Dionysos, vainqueur de ses ennemis, se présenta à Cadmos et lui prédit que lui et sa femme se métamorphoseraient en serpents et qu'ils régneraient en terres barbares. Ces paroles se vérifièrent à la fin de sa vie. Cadmos s'établit avec Harmonie chez les Enchéléens. Ceux-ci étaient en guerre contre les Illyriens et avaient appris par un oracle de la Pythie qu'ils ne pourraient gagner que s'ils prenaient pour chefs les anciens souverains thébains. Cadmos et Harmonie menèrent donc leur nouveau peuple à la victoire. Peu après naquit un fils, Illyrios ; Hygin rapporte une tradition selon laquelle Cadmos aurait reçu le trône d'Illyrie après la mort de Lycothersès. Celui-ci avait été assassiné par Agavé qu'il avait récemment épousée. Comme l'avait prédit Dionysos, ils furent changés en serpents et reçus par les dieux dans les Îles des Bienheureux. Le mariage de Cadmos et d'Harmonie est célébré lors des mystères de Samothrace ; Phylarque de Naucratis raconte au vingt-deuxième livre de ses Histoires qu'en Illyrie se trouve un lieu-dit « Cylices », où l'on dit qu'est le tombeau de Cadmos et d'Harmonie.

## Postérité
Une victoire est dite « à la Cadmos » lorsque l'issue d'un conflit est fatale au vainqueur ; Platon parle d'éducation au Livre I des Lois. Socrate fait un jeu de mots et d'esprit en jouant sur les origines d'un de ses disciples, Simmias, dans le Phédon,.

## Évocations artistiques

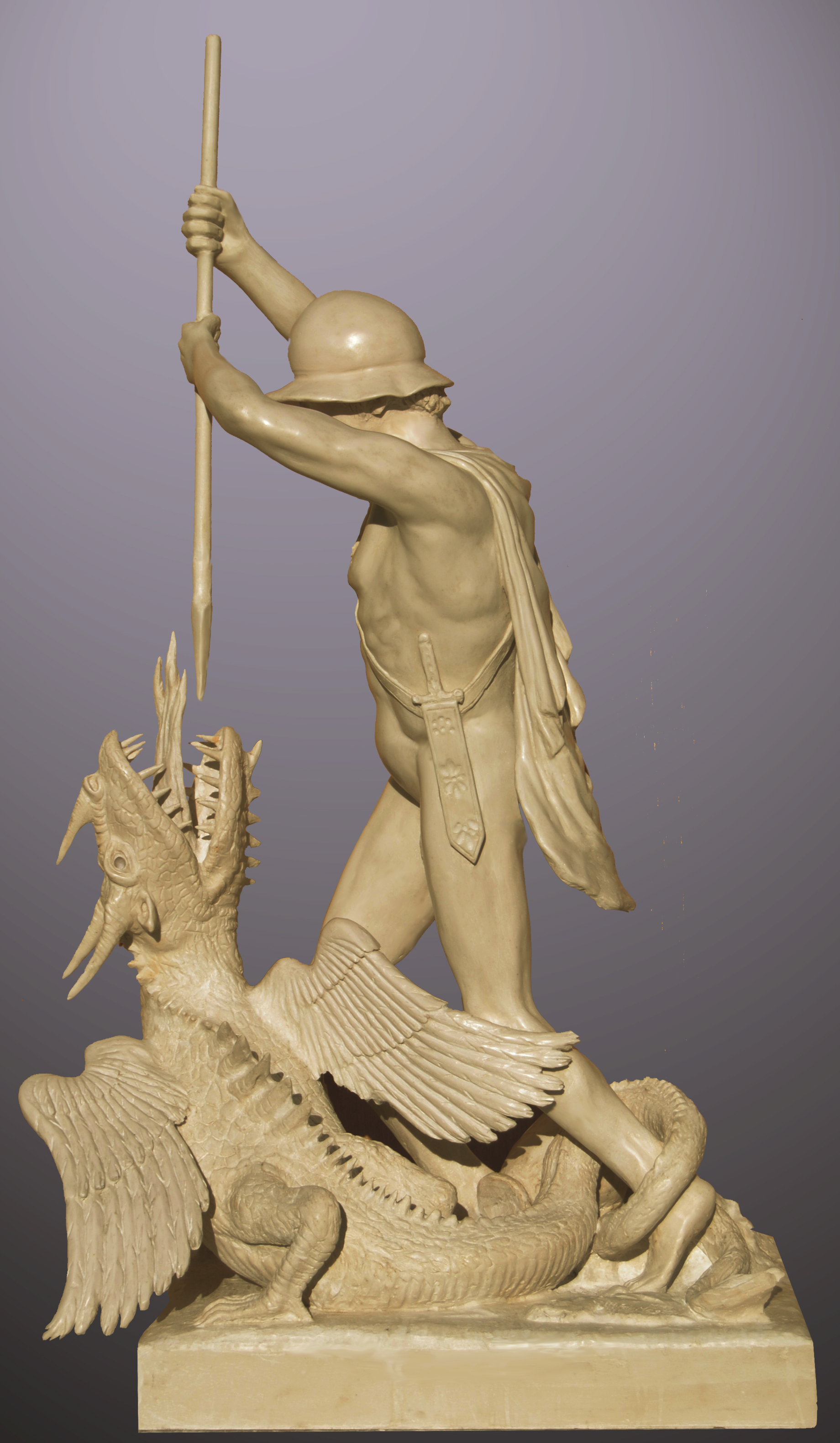
José Manuel Félix Magdalena, Sculpture en marbre synthétique, 2016.

- Cadmus et Hermione est le titre de la première tragédie lyrique de Jean-Baptiste Lully.
- Les Noces de Cadmos et Harmonie est une œuvre littéraire de Roberto Calasso. Parution initiale Le nozze di Cadmo e Armonia, Milan : Adelphi, 1988.

## Honneur
L'astéroïde (7092) Cadmos porte son nom.

### Sources
- Pseudo-Apollodore, Bibliothèque [détail des éditions] [lire en ligne] (III, 1, 1 ; 4, 1-2 ; 5, 4).
- Ovide, Métamorphoses [détail des éditions] [lire en ligne] (III, 1-137 ; IV, 560-609).
- Hygin, Fables [détail des éditions] [(la) lire en ligne] (VI ; CLXXVIII ; CCXL ; CCLIV ; CCLXXIV ; CCLXXV ; CCLXXVII).
- Nonnos de Panopolis, Dionysiaques [détail des éditions] [lire en ligne] (IV).
- Euripide, Les Bacchantes [détail des éditions] [lire en ligne].
- Platon, Les Lois [détail des éditions] [lire en ligne]. (Livre I, 641c) ; Livre II, 663e)
- Hérodote, Histoires [détail des éditions] [lire en ligne]. (Livre I, 16 ; Livre II, 59.)

### Études
- Luc Brisson (dir.) et Monique Dixsaut (trad. du grec ancien), Phédon : Platon, Œuvres complètes, Paris, Éditions Flammarion, 2008 (1re éd. 2006), 2204 p. (ISBN 978-2-08-121810-9).
- (grc + fr) Platon (trad. du grec ancien par Louis Méridier, préf. Jean-François Pradeau), Ménexène, Paris, Les Belles Lettres, 1997, 2204 p. (ISBN 2-251-79913-3).
- Luc Brisson (dir.) et Jean-François Pradeau (trad. du grec ancien par Jean-François Pradeau), Les Lois, Paris, Éditions Gallimard, 2008 (1re éd. 2006), 2204 p. (ISBN 978-2-08-121810-9).
- Luc Brisson (dir.) et Daniel Loayza (trad. du grec ancien), Ménexène : Platon, Œuvres complètes, Paris, Éditions Flammarion, 2008 (1re éd. 2006), 2204 p. (ISBN 978-2-08-121810-9).
- Émile Chambry, Émeline Marquis, Alain Billault et Dominique Goust (trad. du grec ancien par Émile Chambry), Lucien de Samosate : Œuvres complètes, Paris, Éditions Robert Laffont, coll. « Bouquins », 2015, 1248 p. (ISBN 978-2-221-10902-1).
- Robert Graves, Les mythes grecs, Éditions Fayard, coll. « Pluriel », 1967.
- Luc Brisson (dir.) et Jean-François Pradeau (trad. du grec ancien par Jean-François Pradeau), Les Lois, Paris, Éditions Gallimard, 2008 (1re éd. 2006), 2204 p. (ISBN 978-2-08-121810-9).
- Luc Brisson (dir.) (trad. Jean-François Pradeau), Les Lois : Livres I à VI, vol. 1059, Éditions Flammarion (1re éd. 2006) (ISBN 978-2-08-071059-8 et 2-08-071059-1).
- Francis Vian, Les Origines de Thèbes : Cadmos et les Spartes, C. Klincksieck, coll. « Études et commentaires », Paris, 1963.
- Jon Christian Billigmeier, Kadmos and the possibility of a Semitic Presence in Helladic Greece, Publ. of the H. Frakfort Foundation, 6.  (ISBN 90-6032-110-3)
- Karine Mackowiak (dir. Françoise Dunand), Du Mythe et de l'histoire. La fondation thébaine de Kadmos, Université Marc Bloch, Faculté des sciences historiques (thèse de doctorat en Histoire des religions), Strasbourg, juin 2001.
- Laetitia Kaiser (dir. Denis Knoepfler), Cadmos et le dragon dans la céramique grecque et italiote : étude iconographique d’un mythe thébain, Université de Neuchâtel, Faculté des Lettres et Sciences Humaines (mémoire de licence en archéologie classique), Neuchâtel, octobre 2006.